# Kościół w Husaby
Kościół w Husaby (szw. Husaby kyrka) – kościół szwedzkiego kościoła ewangelicko-luterańskiego położony w Husaby, region terytorialny Västra Götaland, region historyczny Västergötland. Podlega diecezji w Skarze.
Kościół ma status zabytku sakralnego według rozdz. 4 Kulturminneslagen (pol. Prawo o pamiątkach kultury) ponieważ został wzniesiony do końca 1939 (3 §).

## Historia

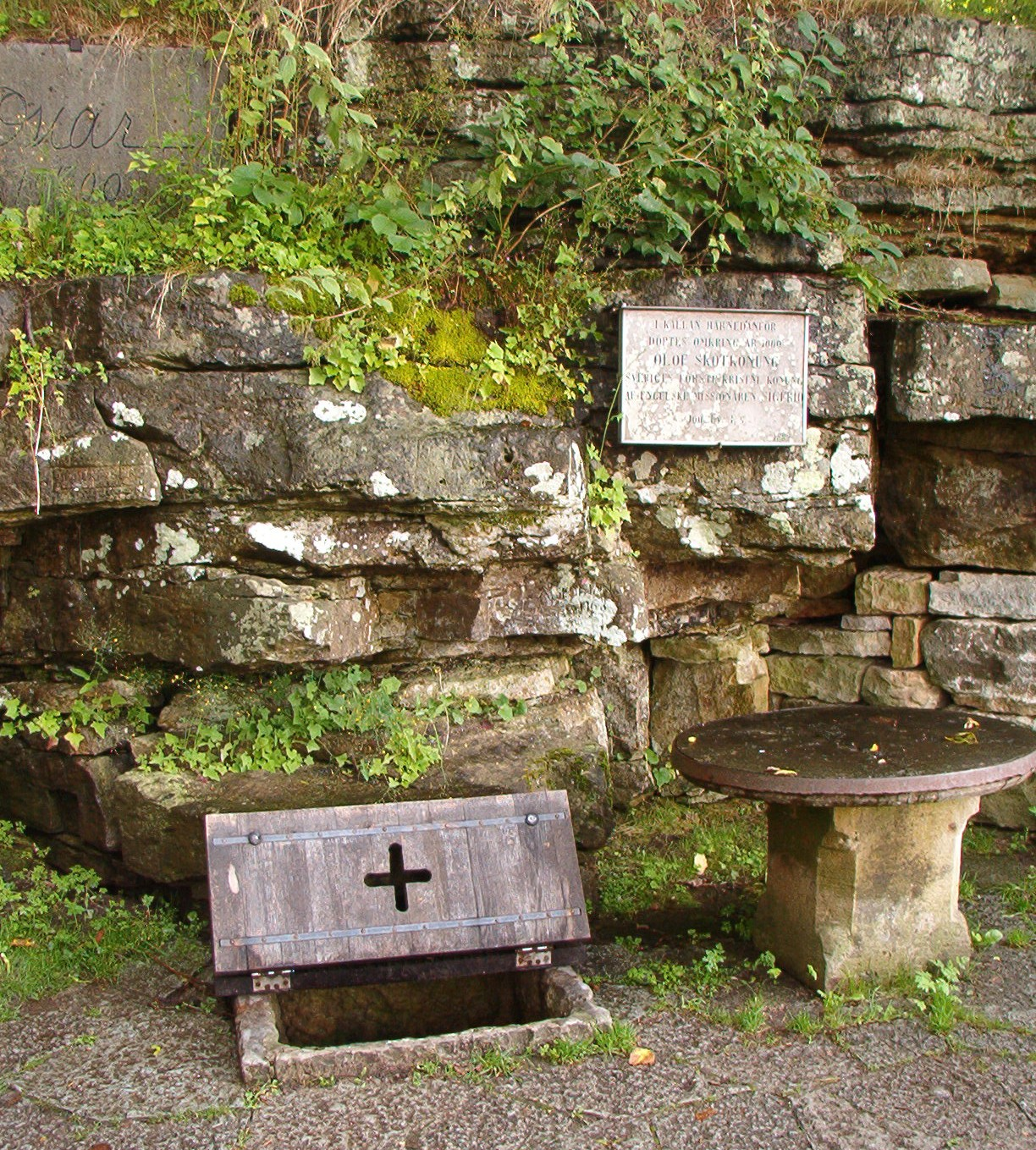
Źródło, przy którym według tradycji miał być ochrzczony król Olov Skötkonung. Informuje o tym tabliczka z napisem w jęz. szwedzkim: "i källan här nedanför döptes omkring år 1000 Olof Skötkonung Sveriges förste kristne konung af engelske missionären Sigfrid" (pol. "w tym źródle ok. 1000 został ochrzczony przez angielskiego misjonarza Sigfrida pierwszy chrześcijański król Szwecji, Olof Skötkonung"

Okolica, w której znajduje się kościół, miała status kungsgård (tj. posiadłości królewskiej), którą król Olof Skötkonung miał według tradycji podarować angielskiemu misjonarzowi-biskupowi Sigfridowi na początku XI w. jako siedzibę biskupią. Nic nie wiadomo jednak, czy doszło wówczas do wytworzenia stałej struktury administracyjnej kościoła na tym terenie (i uzyskaniem przez kościół formalnego statusu katedry), czy też w Husaby była wyłącznie tymczasowa siedziba biskupa.
Chrzest króla Olofa w Husaby jest jednak problematyczny, ponieważ mógł on być ochrzczony już wcześniej, na co wskazywać mogą monety ze znakiem krzyża, bite po 990 z jego rozkazu w Sigtunie. Z tego też powodu niektórzy tłumaczą jego nazwisko jako "Skattkonung" ("Podatkowy król"). Również darowanie Husaby angielskiemu misjonarzowi jest wątpliwe, ponieważ nazwa ta oznaczała wówczas królewską posiadłość (synonim kungsgård), a takich było wiele w rejonie jeziora Melar.
Według innej, niepewnej tradycji król Olof i jego małżonka mieli być pochowani w Husaby. Wskazuje się na dwa kamienne grobowce przy zachodnim wejściu do kościoła. Grobowce te są jednak młodsze o stulecie.

## Architektura
Kościół w Husaby jest nietypową romańską świątynią o dużych rozmiarach, wzniesioną z ciosów kamiennych, z potężną wieżą od zachodu w formie westwerku, mającą charakter obronny, wzorowaną na wieżach niemieckich kościołów cesarskich XI w. Jest ona uważana za najwspanialszą średniowieczną wieżę kościelną w Szwecji. Została ona wzniesiona na początku XII w. Nie wiadomo, który z ówczesnych władców wydał polecenie jej zbudowania. Miał on prawdopodobnie własną emporę w kościele. Osobliwością architektoniczna wieży są dwie flankujące ją okrągłe wieżyczki, zawierające w środku schody prowadzące na górę.
Sam kościół jest młodszy niż wieża. Wprawdzie już w czasach króla Olofa istniał w Husaby kościół klepkowy, lecz został on rozebrany. Kościół obecny, z prezbiterium i okrągłą absydą został zbudowany z ciosów piaskowcowych w XII w.
Kościół przeszedł restaurację na przełomie XIX i XX w. Usunięto wówczas większość średniowiecznych tynków i położono nowe, jednakże według średniowiecznej receptury, wzorowane na sztuce Gotlandii. Zachowano jednak XV-wieczne freski na sklepieniach prezbiterium. Przedstawiają one ewangelistów i ojców kościoła i są jedynymi zachowanymi średniowiecznymi malowidłami we wnętrzu świątyni.
Średniowieczna balustrada oddziela prezbiterium od nawy głównej.
Z czasów średniowiecza pochodzi sporo elementów wyposażenia kościoła, m.in. tron biskupi, wczesnogotycki krucyfiks z XIII w. chrzcielnica i ołtarz Mariacki.
Obecna ambona pochodzi z 1671.
Kolejną obok klatek schodowych wieży osobliwością architektoniczną kościoła jest tzw. hagioskop w południowej ścianie prezbiterium. Jest to niewielki otwór umożliwiający zajrzenie do wnętrza, przeznaczony być może dla trędowatych, którym nie wolno było wchodzić do środka a którzy chcieli w ten sposób chcieli uczestniczyć we mszy.
Na zachód od kościoła zachował się fragment zamku biskupiego, wzniesionego pod koniec XV w. z polecenia biskupa Brynolfa Gerlakssona.

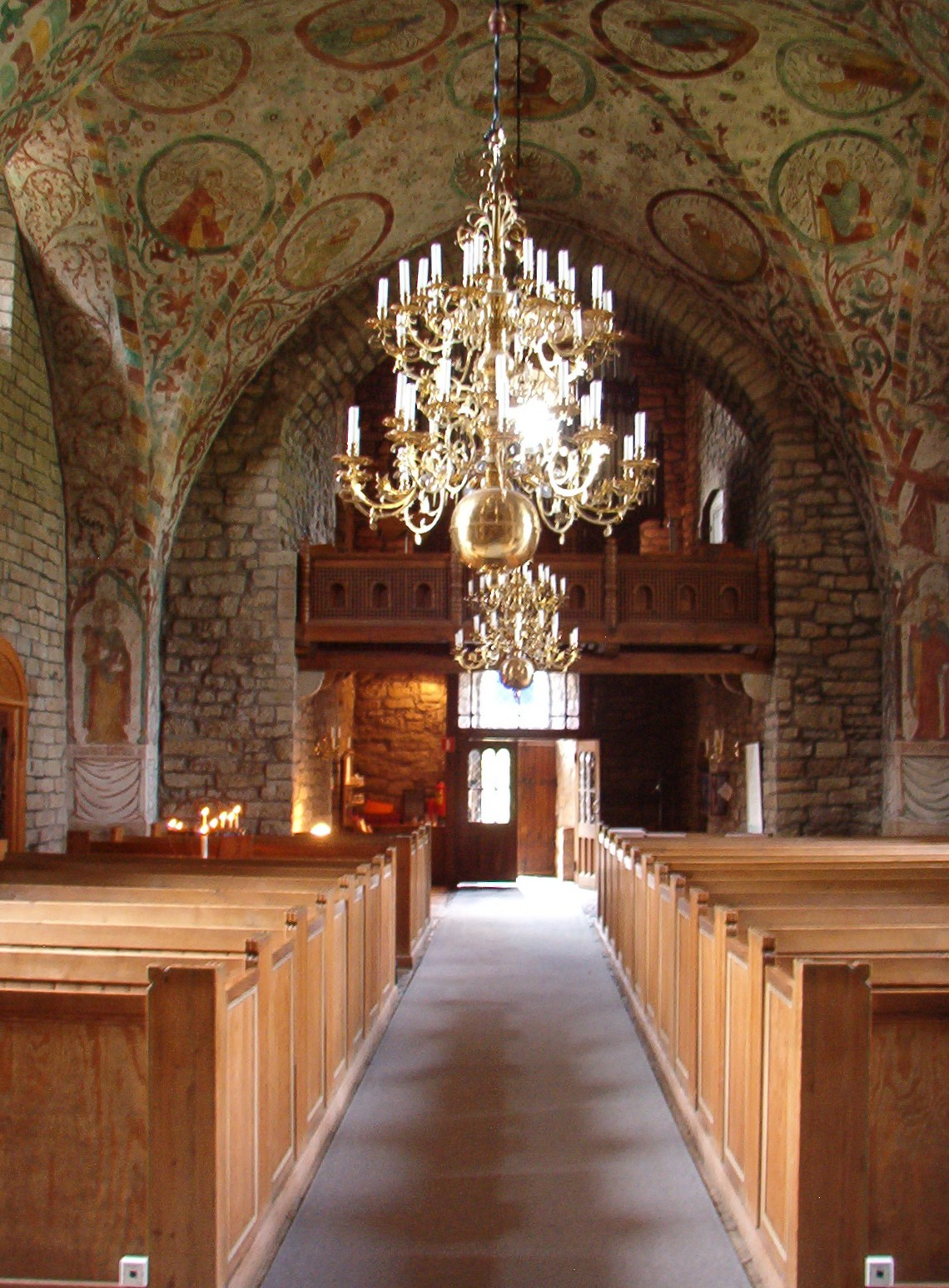
Wnętrze kościoła
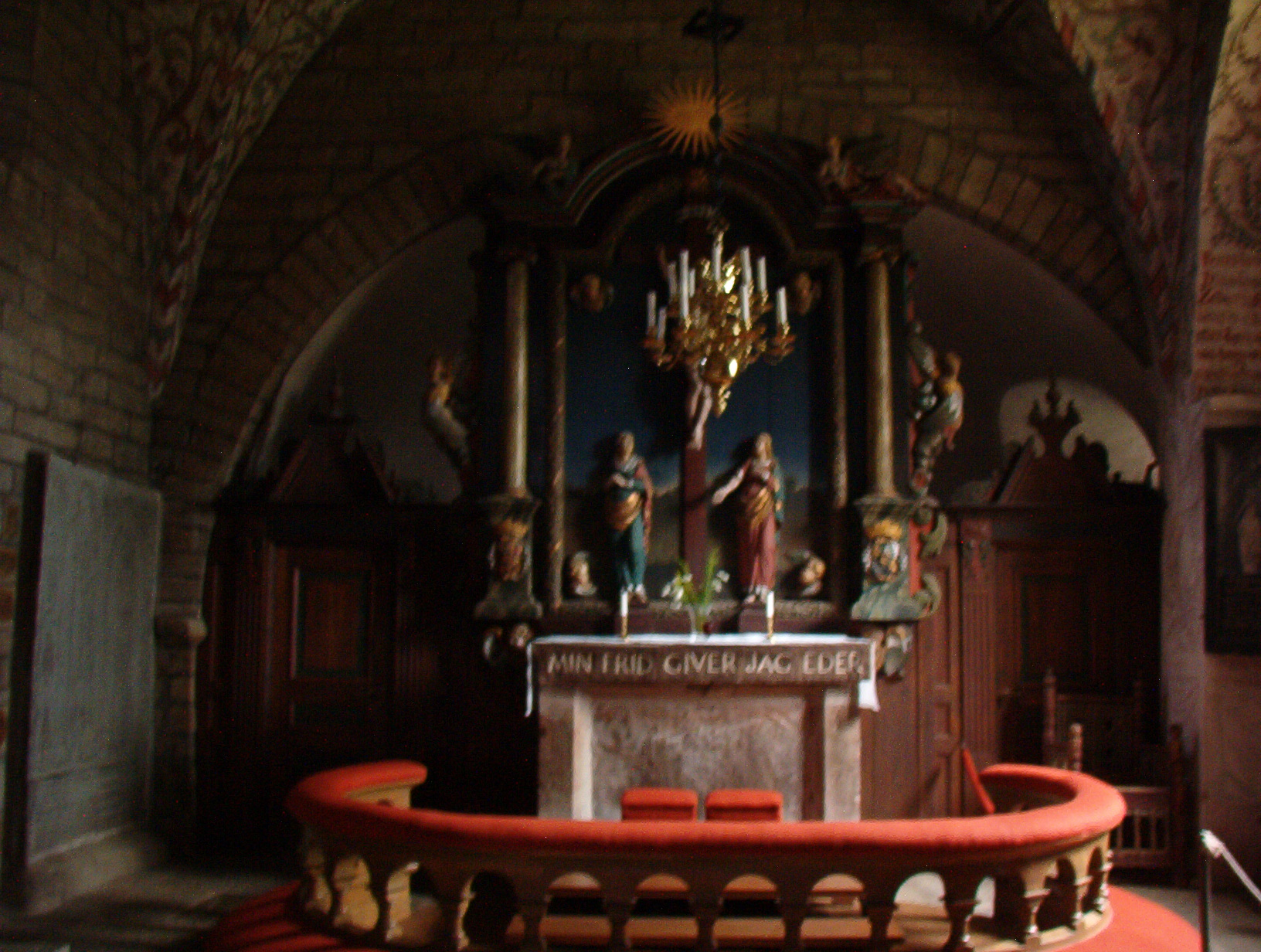
Ołtarz główny
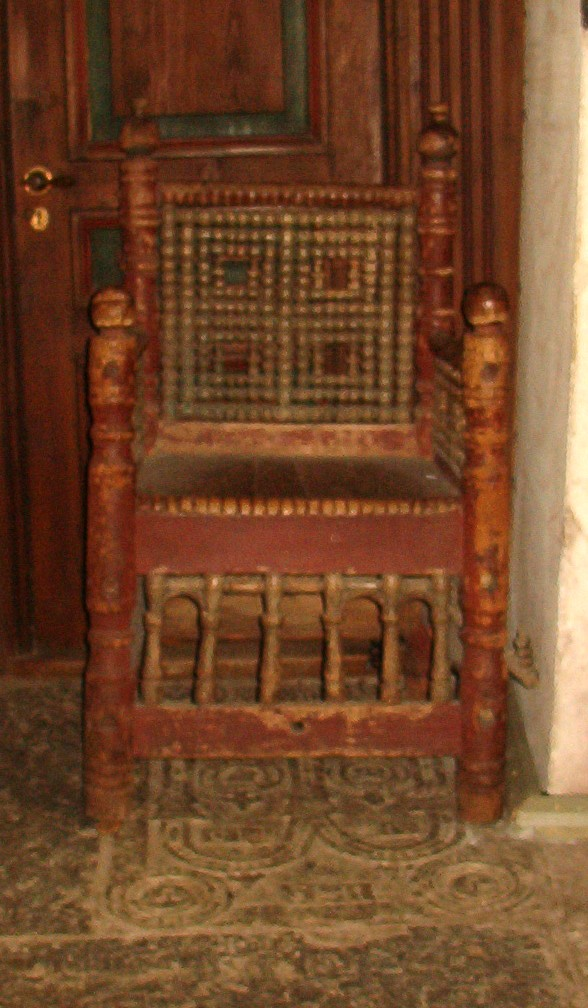
1000-letni tron biskupi, jeden z najstarszych w Szwecji
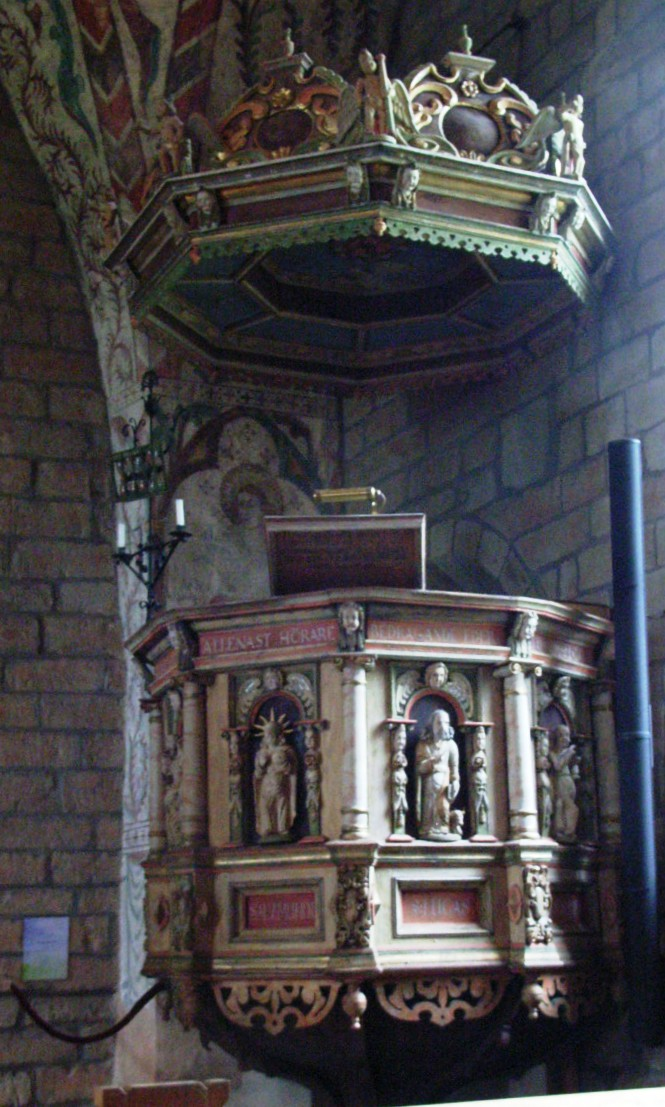
Ambona